# Fano Calcio 1985-1986
Questa pagina raccoglie le informazioni riguardanti il Fano Calcio nelle competizioni ufficiali della stagione 1985-1986.

## Rosa
| N. |                   | Ruolo | Calciatore          |
| -- | ----------------- | ----- | ------------------- |
|    | Italia (bandiera) | A     | William Barducci    |
|    | Italia (bandiera) | C     | Andrea Bergamo      |
|    | Italia (bandiera) | D     | Carlo Borsella      |
|    | Italia (bandiera) | A     | Patrizio Brescini   |
|    | Italia (bandiera) | D     | Fulvio Bussalino    |
|    | Italia (bandiera) | P     | Lorenzo Di Iorio    |
|    | Italia (bandiera) | D     | Alessandro Donati   |
|    | Italia (bandiera) | D     | Fabrizio Gorin (II) |
|    | Italia (bandiera) | P     | Fabrizio Grilli     |
|    | Italia (bandiera) | A     | Antonello Liucci    |

| N. |                   | Ruolo | Calciatore         |
| -- | ----------------- | ----- | ------------------ |
|    | Italia (bandiera) | D     | Moreno Mancini     |
|    | Italia (bandiera) | A     | Maurizio Neri      |
|    | Italia (bandiera) | D     | Giuliano Pierobon  |
|    | Italia (bandiera) | C     | Filippo Renzoni    |
|    | Italia (bandiera) | C     | Andrea Romani      |
|    | Italia (bandiera) | C     | Roberto Rossi      |
|    | Italia (bandiera) | C     | Roberto Sistici    |
|    | Italia (bandiera) | C     | Antonio Talevi     |
|    | Italia (bandiera) | C     | Roberto Tota       |
|    | Italia (bandiera) | C     | Maurizio Villanova |

## Risultati

### Campionato

#### Girone di andata
| 22 settembre 1985 1ª giornata | Fano | 0 – 0 | Varese |  |

| 29 settembre 1985 2ª giornata | Parma | 5 – 0 | Fano |  |

| 6 ottobre 1985 3ª giornata | Fano | 1 – 0 | Trento |  |

| 13 ottobre 1985 4ª giornata | Fano | 1 – 1 | Rondinella |  |

| 20 ottobre 1985 5ª giornata | Prato | 2 – 1 | Fano |  |

| 27 ottobre 1985 6ª giornata | Fano | 0 – 0 | Virescit Bergamo |  |

| 3 novembre 1985 7ª giornata | Carrarese | 1 – 0 | Fano |  |

| 10 novembre 1985 8ª giornata | Fano | 2 – 1 | Reggiana |  |

| 17 novembre 1985 9ª giornata | Modena | 2 – 2 | Fano |  |

| 24 novembre 1985 10ª giornata | Ancona | 0 – 0 | Fano |  |

| 1º dicembre 1985 11ª giornata | Fano | 2 – 1 | Sanremese |  |

| 8 dicembre 1985 12ª giornata | Padova | 1 – 0 | Fano |  |

| 15 dicembre 1985 13ª giornata | Fano | 2 – 1 | SPAL |  |

| 22 dicembre 1985 14ª giornata | Legnano | 1 – 0 | Fano |  |

| 5 gennaio 1986 15ª giornata | Rimini | 1 – 1 | Fano |  |

| 12 gennaio 1986 16ª giornata | Fano | 1 – 0 | Pavia |  |

| 19 gennaio 1986 17ª giornata | Piacenza | 1 – 0 | Fano |  |

#### Girone di ritorno
| 26 gennaio 1986 18ª giornata | Varese | 1 – 0 | Fano |  |

| 2 febbraio 1986 19ª giornata | Fano | 2 – 2 | Parma |  |

| 9 febbraio 1986 20ª giornata | Trento | 1 – 1 | Fano |  |

| 16 febbraio 1986 21ª giornata | Rondinella | 0 – 0 | Fano |  |

| 23 febbraio 1986 22ª giornata | Fano | 1 – 1 | Prato |  |

| 2 marzo 1986 23ª giornata | Virescit Bergamo | 2 – 0 | Fano |  |

| 9 marzo 1986 24ª giornata | Fano | 2 – 0 | Carrarese |  |

| 23 marzo 1986 25ª giornata | Reggiana | 1 – 0 | Fano |  |

| 29 marzo 1986 26ª giornata | Fano | 1 – 2 | Modena |  |

| 6 aprile 1986 27ª giornata | Fano | 3 – 1 | Ancona |  |

| 13 aprile 1986 28ª giornata | Sanremese | 0 – 1 | Fano |  |

| 20 aprile 1986 29ª giornata | Fano | 1 – 1 | Padova |  |

| 4 maggio 1986 30ª giornata | SPAL | 1 – 0 | Fano |  |

| 11 maggio 1986 31ª giornata | Fano | 0 – 2 | Legnano |  |

| 18 maggio 1986 32ª giornata | Fano | 1 – 0 | Rimini |  |

| 25 maggio 1986 33ª giornata | Pavia | 1 – 0 | Fano |  |

| 1º giugno 1986 34ª giornata | Fano | 0 – 0 | Piacenza |  |